# 宝珠幼稚園
宝珠幼稚園（ほうじゅようちえん）は、長崎県長崎市にある、学校法人宝珠幼稚園が設置した私立幼稚園。

## 沿革
- 1972年（昭和47年） - 長崎市渕町に宝珠幼稚園を開園。
- 2021年 - 閉園

## 通学手段など
- 園児の主な通学手段
  - 徒歩
- 最寄りバス停
  - ロープウェイ前バス停

## 宝珠幼稚園出身の有名人
- 福山雅治